# PARAMUSHIR〜信じ続けた士魂の旗を掲げて
『PARAMUSHIR～信じ続けた士魂の旗を掲げて』（ポロモシル〜しんじつづけたしこんのはたをあげて）は、2018年に行われた、演劇ユニットTEAM NACSの舞台作品。TEAM NACSの第16回公演。脚本は林民夫、原案・演出は森崎博之。

## 概要
2015年の『TEAM NACS 第15回公演「悪童」』から3年振りの本公演である。演出は2012年の『TEAM NACS ニッポン公演「WARRIOR～唄い続ける侍ロマン」』以来6年ぶりに森崎が担当した。1945年8月15日の第二次世界大戦終戦後の北海道千島列島の北東部にある島、幌筵島・占守島を舞台としている。登場人物は全てフィクションであるが、史実を元にしてある。
森崎が、2007年の『TEAM NACS ふるさと公演「HONOR〜守り続けた痛みと共に」』の舞台のデザインを考えるために北海道の風景の画像検索した時に、旧日本軍の戦車「チハ」の写真を見たことが構想の発端となった。
幌筵島を意味する「PARAMUSHIR」には「パラムシル」や「ポロモシル」の読みがあるが、公演名及び作中での読みは「ポロモシル」としている。「私たちはまだ、その島の名前さえ知らない。」として読み方は事前に公表していなかった。また、公演名の副題の「士魂」は戦車第11連隊の別称である。
千秋楽には全国の映画館でライブビューイングが行われた。
全56公演で80,000人（千秋楽ライブビューイング35,000人を含むと115,000人）を動員した。
2018年5月5日にWOWOWで独占放送された。また、2018年9月26日にDVDとBlu-rayがアミューズソフトエンタテインメントよりリリースされた。

## あらすじ
ポツダム宣言が受諾され、玉音放送が放送された1945年8月15日から3日後の8月18日、占守島・幌筵島に旧ソ連軍が上陸する。ソ連は日本がポツダム宣言に正式調印する前に千島列島を奪い、根室から北海道へと進撃しようとしていた。小宮勝四郎少尉・桜庭仁平上等兵・田中誠二等兵・水島哲軍曹・矢野正三整備兵の5人の兵士がソ連軍の侵攻を食い止め、北海道を守るために戦うのだった。

## 公演日程
- 大阪公演：2018年2月3日 - 2月11日 森ノ宮ピロティホール
- 愛知公演：2018年2月13日 - 2月18日 東海市芸術劇場
- 札幌公演：2018年2月22日 - 2月25日 ニトリ文化ホール
- 仙台公演：2018年3月1日 - 3月4日 東京エレクトロンホール宮城
- 福岡公演：2018年3月9日 - 3月11日 福岡サンパレス
- 東京公演：2018年3月14日 - 4月1日 TBS赤坂ACTシアター

## 出演
- 小宮勝四郎少尉：森崎博之（TEAM NACS）[3]
- 桜庭仁平上等兵：安田顕（TEAM NACS）[3]
- 田中誠二等兵：戸次重幸（TEAM NACS）[3]
- 水島哲軍曹：大泉洋（TEAM NACS）[3]
- 矢野正三整備兵：音尾琢真（TEAM NACS）[3]
- 小此木まり
- 荒居清香
- 伊藤駿九郎
- 梅田喬
- 黒岩司
- 佐藤亮太
- 津田幹土
- 新田健太
- 原田新平
- 廣瀬真平
- 古川ヒロシ
- 松尾英太郎
- 三木秀甫
- 森下ひさえ
- 山中雄輔

## スタッフ
- 原案・演出：森崎博之
- 脚本：林民夫
- 美術：堀尾幸男[9]
- 照明：大竹數彦[9]
- 音楽：NAOTO[9]
- 音響：山本浩一[9]
- 映像：久保満[9]
- 衣装：神波憲人[9]
- ヘアメイク：諸橋みゆき、伊藤こず恵[9]
- 殺陣：清水大輔[9]
- 演出助手：髙野玲[9]
- 舞台監督：津田光正、川原清徳[9]
- エグゼクティブプロデューサー：伊藤亜由美、荒木宏幸[9]
- プロデューサー：下井健一、村部吉宣[9]
- 制作：松田勇太、岩田雄二、北澤敬介、塩川智之[9]
- 宣伝：武藤諒、喜多康予[9]
- 宣伝美術：吉澤正美[9]
- 運営協力:キョードーグループ（大阪公演）、サンデーフォークプロモーション（愛知公演）、GIP（仙台公演）、キョードー西日本（福岡公演）[10]
- 協賛：ローソン[11]
- 企画・製作：クリエイティブオフィスキュー、アミューズ[11]

ライブ・ビューイング
- 企画・主催：クリエイティブオフィスキュー、アミューズ[11]
- 配給：ライブ･ビューイング･ジャパン[11]